# Victoria (Buenos Aires)
Victoria je město v provincii Buenos Aires v Argentině. Je součástí okresu (partido) San Fernando. Nachází se severozápadně od Buenos Aires a je součástí aglomerace Velkého Buenos Aires.

## Dějiny
Město vyrostlo okolo železniční stanice Estación Victoria (Mitre) drah Ferrocarril Central Argentino, která byla stjně jako město pojmenována po britské královně Viktorii.

## Vzdělání a sport
Ve městě sídlí Universita San Andrés a fotbalový klub CA Tigre.